# شونستت
شونستت (به آلمانی: Schonstett) یک شهر در آلمان است که در بایرن واقع شده‌است.

## خصوصیات
شونستت ۱۳٫۶۰ کیلومترمربع مساحت دارد ۴۹۲ متر بالاتر از سطح دریا واقع شده‌است.